# Ganges
Pour l’article ayant un titre homophone, voir Gange.
Ganges [gɑ̃.ʒə] (en occitan Gange ['gan.d͡ʒe]) est une commune française située dans le nord-est du département de l'Hérault, en région Occitanie. Elle est au confluent de l’Hérault, du Rieutord et de la Vis. Ses habitants sont appelés les Gangeois. 
Le sommet de la ville à 330 mètres d'altitude est dominé par le château ou couvent des Dominicaines, transformé en EHPAD et véritable merveille architecturale. Les villages alentour forment avec la commune le dit "pays gangeois". L'altitude maximum de ce canton est alors de 540 mètres (Domaine de l'Eglisette à Moulès-&-Baucels, village micro-climat, où régulièrement des records de chaleur régionaux, voire nationaux sont enregistrés) 
Exposée à un climat méditerranéen à tendance caniculaire en été, la commune possède un patrimoine naturel remarquable : un site Natura 2000 (les « gorges de Rieutord, Fage et Cagnasse ») et trois zones naturelles d'intérêt écologique, faunistique et floristique.
Ganges est une commune urbaine qui compte 3 854 habitants en 2022. Elle est ville-centre de l'unité urbaine de Ganges. Ses habitants sont appelés les Gangeois ou  Gangeoises.

## Géographie et climat

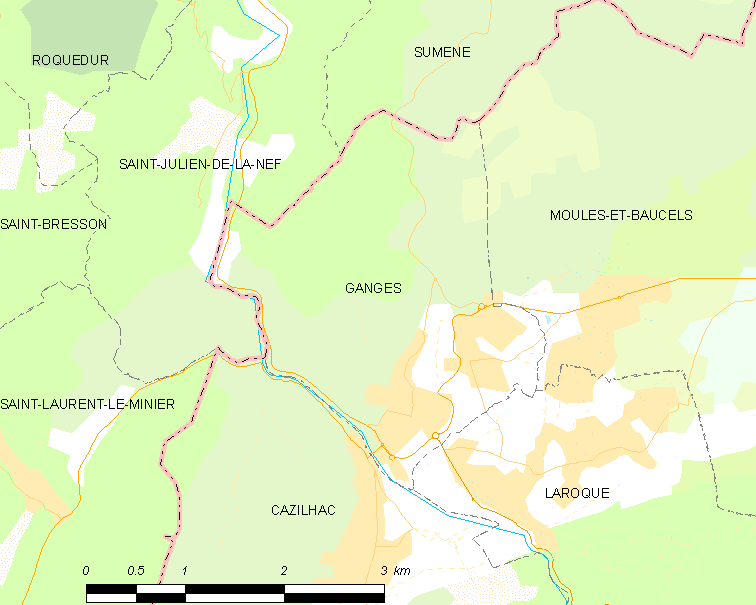
Carte.

La commune, située au confluent de l'Hérault et du Rieutord, a une superficie de 746 hectares. Elle est située à 37 km au nord de Montpellier, à 62 km au nord-ouest de Nîmes, à 50 km au sud-ouest d'Alès, à 105 km à l'ouest d'Avignon, et à 20 km de la sous-préfecture du Gard, Le Vigan. La ville se trouve dans un bassin entouré par les premiers contreforts des Cévennes (Séranne…) - Ganges est appelée « la porte sud des Cévennes » -. Elle bénéficie ainsi d'étés légèrement plus chauds que sur le littoral méditerranéen, mais d'hivers plus frais. L'été, il n'est pas rare de dépasser les 34 degrés. L'hiver, de légères gelées, bien que peu fréquentes, ne sont pas à exclure. Les printemps sont très doux, voire chauds en mai et juin. Les mois d'automne sont souvent assez pluvieux, jusqu'au début de la période hivernale : c'est durant cette saison qu'ont lieu les épisodes méditerranéens ou cévenols, qui provoquent des pluies diluviennes (jusqu’à trois mois de précipitations peuvent tomber en quelques heures). Malgré les très importantes précipitations, Ganges n'est pas sur une zone inondable, contrairement à une petite partie de son village voisin, Laroque.

### Climat
- Nombre de jours avec une température inférieure à −2 °C : 1,5 j
- Nombre de jours avec une température supérieure à 30 °C : 32,3 j
- Amplitude thermique annuelle[Note 1] : 19,3 °C
- Cumuls annuels de précipitation : 915 mm
- Nombre de jours de précipitation en janvier : 7,5 j
- Nombre de jours de précipitation en juillet : 1,3 j
- Moyenne annuelle de température : 15 °C

Le climat qui caractérise la commune est qualifié, en 2010, de « climat méditerranéen franc », selon la typologie des climats de la France qui compte alors huit grands types de climats en métropole. En 2020, la commune ressort du type « climat méditerranéen » dans la classification établie par Météo-France, qui ne compte désormais, en première approche, que cinq grands types de climats en métropole. Pour ce type de climat, les hivers sont doux et les étés chauds, avec un ensoleillement important et des vents violents fréquents.
Les paramètres climatiques qui ont permis d’établir la typologie de 2010 comportent six variables pour les températures et huit pour les précipitations, dont les valeurs correspondent à la normale 1971-2000. Les sept principales variables caractérisant la commune sont présentées dans l'encadré suivant.
Avec le changement climatique, ces variables ont évolué. Une étude réalisée en 2014 par la Direction générale de l'Énergie et du Climat complétée par des études régionales prévoit en effet que la  température moyenne devrait croître et la pluviométrie moyenne baisser, avec toutefois de fortes variations régionales.
Par exemple, sur la station météorologique historique de « Montpellier-Aéroport », sur la commune de Mauguio, mise en service en 1946 et à 43 km, la température moyenne annuelle évolue de 14,7 °C pour la période 1971-2000, à 15,1 °C pour 1981-2010, puis à 15,5 °C pour 1991-2020.
| Mois                                  | jan.            | fév.            | mars          | avril           | mai           | juin           | jui.          | août            | sep.          | oct.            | nov.          | déc.            | année     |
| ------------------------------------- | --------------- | --------------- | ------------- | --------------- | ------------- | -------------- | ------------- | --------------- | ------------- | --------------- | ------------- | --------------- | --------- |
| Température minimale moyenne (°C)     | 3,1             | 2,8             | 5             | 6,6             | 10,1          | 14,3           | 16            | 15,8            | 12,4          | 9,8             | 4,8           | 4,1             | 8,9       |
| Température moyenne (°C)              | 4,9             | 9,4             | 11,9          | 12,4            | 18,9          | 22,8           | 23,6          | 23,4            | 20,1          | 14,7            | 12,5          | 8,6             | 15        |
| Température maximale moyenne (°C)     | 11,9            | 13,9            | 16,7          | 18,8            | 24,1          | 28,7           | 31,5          | 31              | 25,8          | 19,5            | 15,3          | 11,6            | 20,2      |
| Record de froid (°C) date du record   | −8,5 16.01.1991 | −7,5 11.04.1991 | −8,1 01.03.05 | −3,1 05.04.1996 | 1 15.05.1995  | 8,5 06.06.1993 | 8,6 17.07.00  | 10,5 31.08.1997 | 3 29.09.1993  | −2,9 31.10.1997 | −4 27.11.1993 | −9,4 30.12.1996 | −9,4 1996 |
| Record de chaleur (°C) date du record | 22,8 20.01.07   | 25,7 24.02.20   | 29 21.03.1990 | 30,4 29.04.05   | 35,7 30.05.01 | 44,5 28.06.19  | 43,8 12.07.22 | 42,7 12.08.03   | 36,6 04.09.06 | 33,9 02.10.22   | 24,7 04.11.10 | 23,4 26.12.22   | 44,5 2019 |
| Ensoleillement (h)                    | 142,9           | 168,1           | 220,9         | 227             | 263,9         | 312,4          | 339,7         | 298             | 241,5         | 168,6           | 148,8         | 136,5           | 2 668,2   |
| Précipitations (mm)                   | 104,8           | 89,5            | 26,5          | 67,9            | 42,5          | 26,2           | 10,7          | 18,7            | 152,7         | 100             | 169,3         | 74,7            | 915       |

### Milieux naturels et biodiversité

#### Réseau Natura 2000

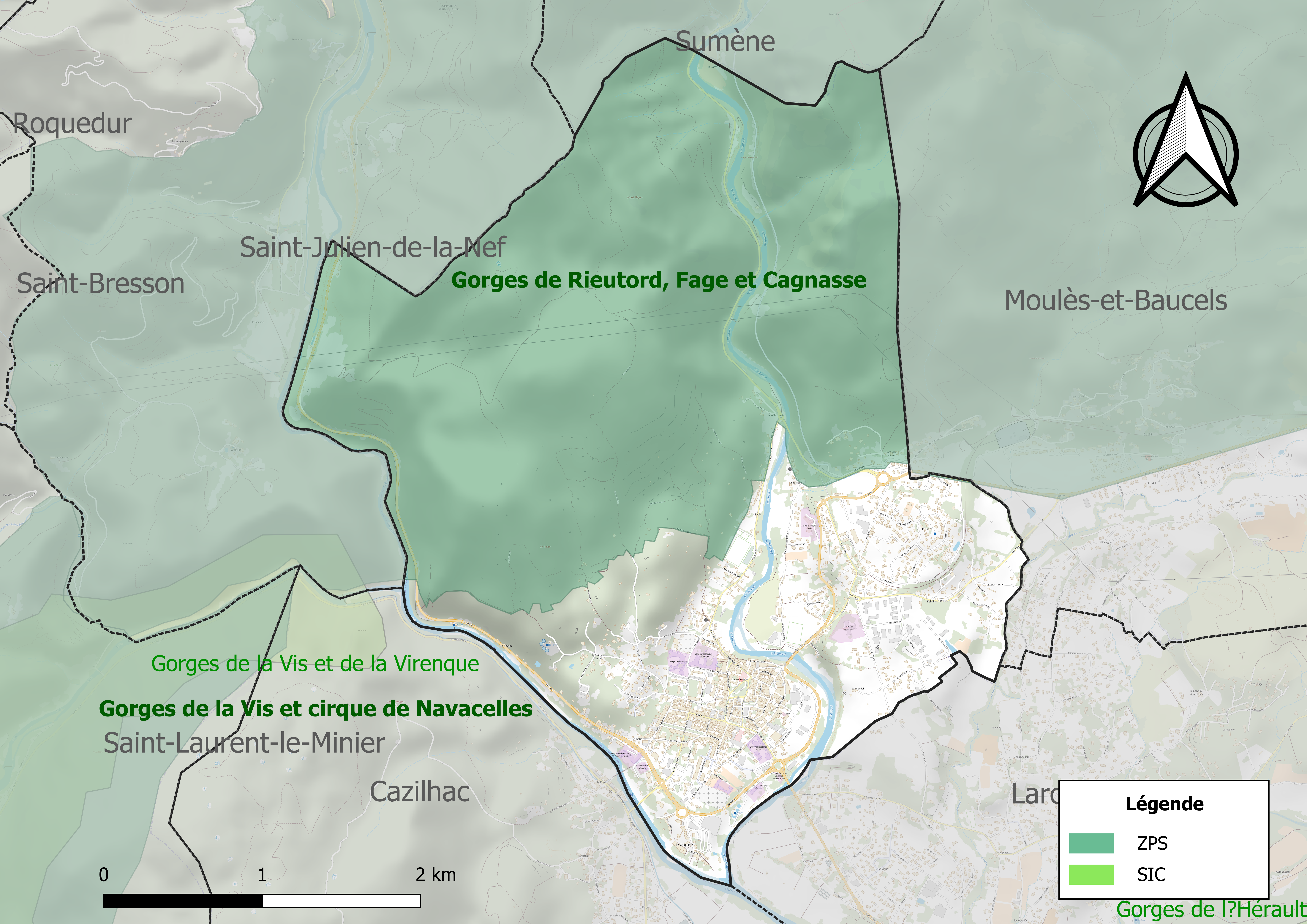
Sites Natura 2000 sur le territoire communal.

Le réseau Natura 2000 est un réseau écologique européen de sites naturels d'intérêt écologique élaboré à partir des directives habitats et oiseaux, constitué de zones spéciales de conservation (ZSC) et de zones de protection spéciale (ZPS).
Un site Natura 2000 a été défini sur la commune au titre  de la directive oiseaux : les « gorges de Rieutord, Fage et Cagnasse », d'une superficie de 12 308 ha, comportent des milieux escarpés, des falaises, et sont un biotope de prédilection pour l'avifaune rupestre parmi laquelle on relève des espèces à très forte valeur patrimoniale : l'Aigle de Bonelli, le Grand Duc d'Europe, le Circaète Jean-le-Blanc.

#### Zones naturelles d'intérêt écologique, faunistique et floristique
L’inventaire des zones naturelles d'intérêt écologique, faunistique et floristique (ZNIEFF) a pour objectif de réaliser une couverture des zones les plus intéressantes sur le plan écologique, essentiellement dans la perspective d’améliorer la connaissance du patrimoine naturel national et de fournir aux différents décideurs un outil d’aide à la prise en compte de l’environnement dans l’aménagement du territoire.
Une ZNIEFF de type 1 est recensée sur la commune :
le « Ranc de Banes » (600 ha), couvrant 3 communes dont une dans le Gard et deux dans l'Hérault et deux ZNIEFF de type 2, : 
- la « montagne de la Fage et gorges du Rieutord » (5 561 ha), couvrant 7 communes dont cinq dans le Gard et deux dans l'Hérault[15] ;
- les « vallées amont de l'Hérault » (21 533 ha), couvrant 23 communes dont 22 dans le Gard et une dans l'Hérault[16].

Carte des ZNIEFF de type 1 et 2 à Ganges.
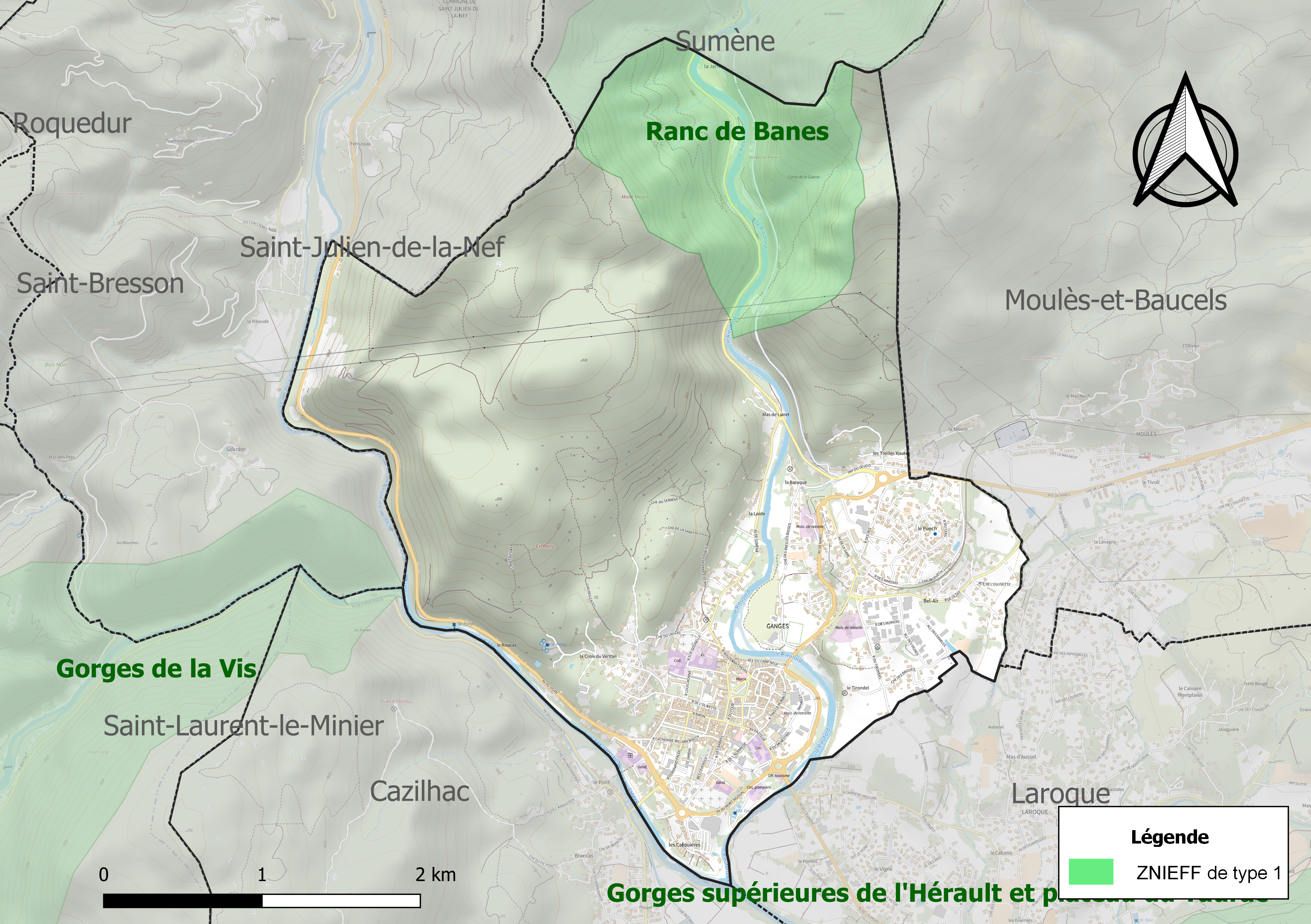
Carte de la ZNIEFF de type 1 sur la commune.
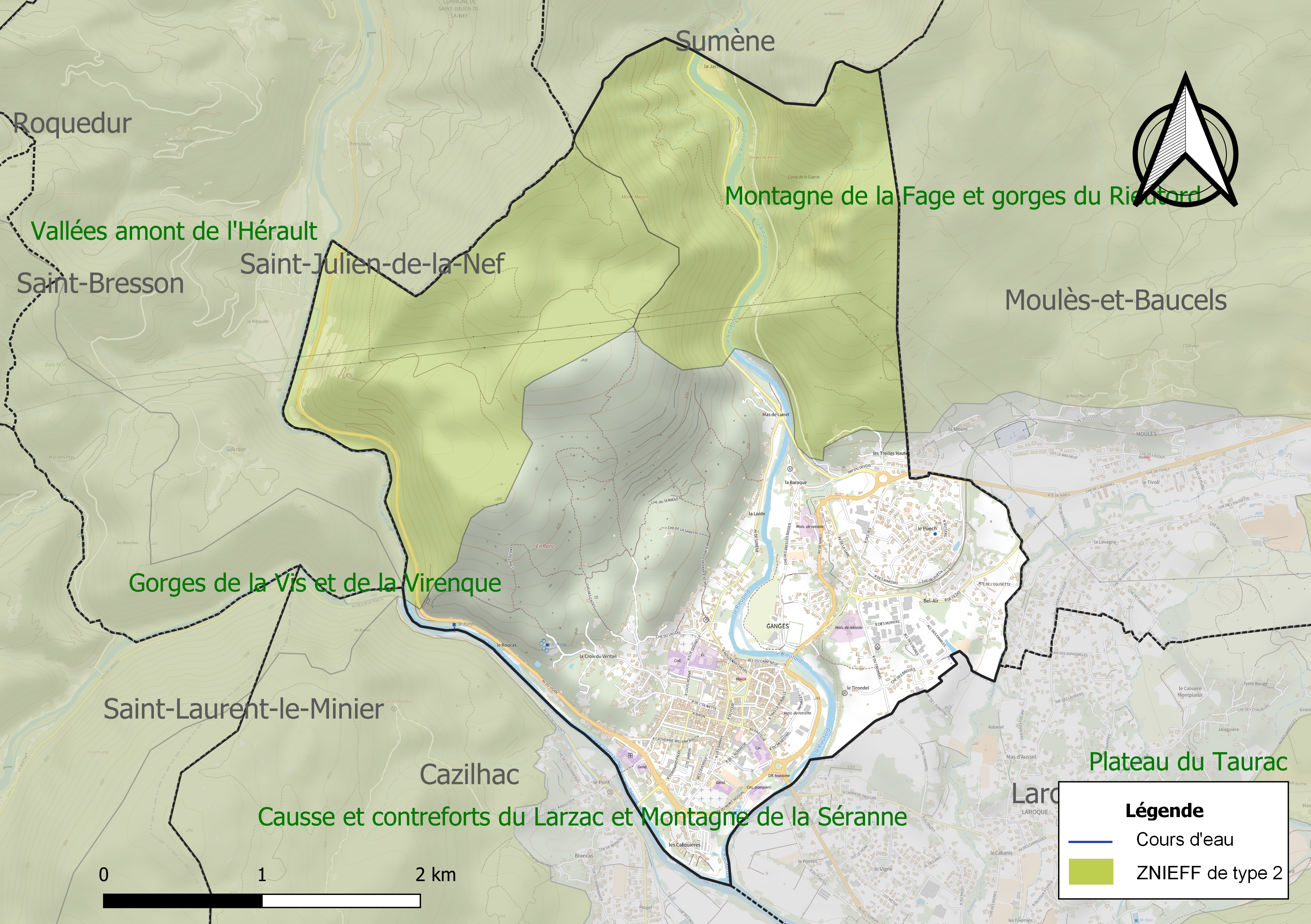
Carte des ZNIEFF de type 2 sur la commune.

## Urbanisme

### Typologie
Au 1er janvier 2024, Ganges est catégorisée petite ville, selon la nouvelle grille communale de densité à sept niveaux définie par l'Insee en 2022.
Elle appartient à l'unité urbaine de Ganges, une agglomération intra-départementale regroupant quatre  communes, dont elle est ville-centre,,. Par ailleurs la commune fait partie de l'aire d'attraction de Montpellier, dont elle est une commune de la couronne,. Cette aire, qui regroupe 161 communes, est catégorisée dans les aires de 700 000 habitants ou plus (hors Paris),.

### Occupation des sols
L'occupation des sols de la commune, telle qu'elle ressort de la base de données européenne d’occupation biophysique des sols Corine Land Cover (CLC), est marquée par l'importance des forêts et milieux semi-naturels (70,5 % en 2018), en diminution par rapport à 1990 (71,6 %). La répartition détaillée en 2018 est la suivante : 
milieux à végétation arbustive et/ou herbacée (41,2 %), forêts (29,4 %), zones urbanisées (17,9 %), zones agricoles hétérogènes (11,4 %), prairies (0,2 %). L'évolution de l’occupation des sols de la commune et de ses infrastructures peut être observée sur les différentes représentations cartographiques du territoire : la carte de Cassini (XVIIIe siècle), la carte d'état-major (1820-1866) et les cartes ou photos aériennes de l'IGN pour la période actuelle (1950 à aujourd'hui).

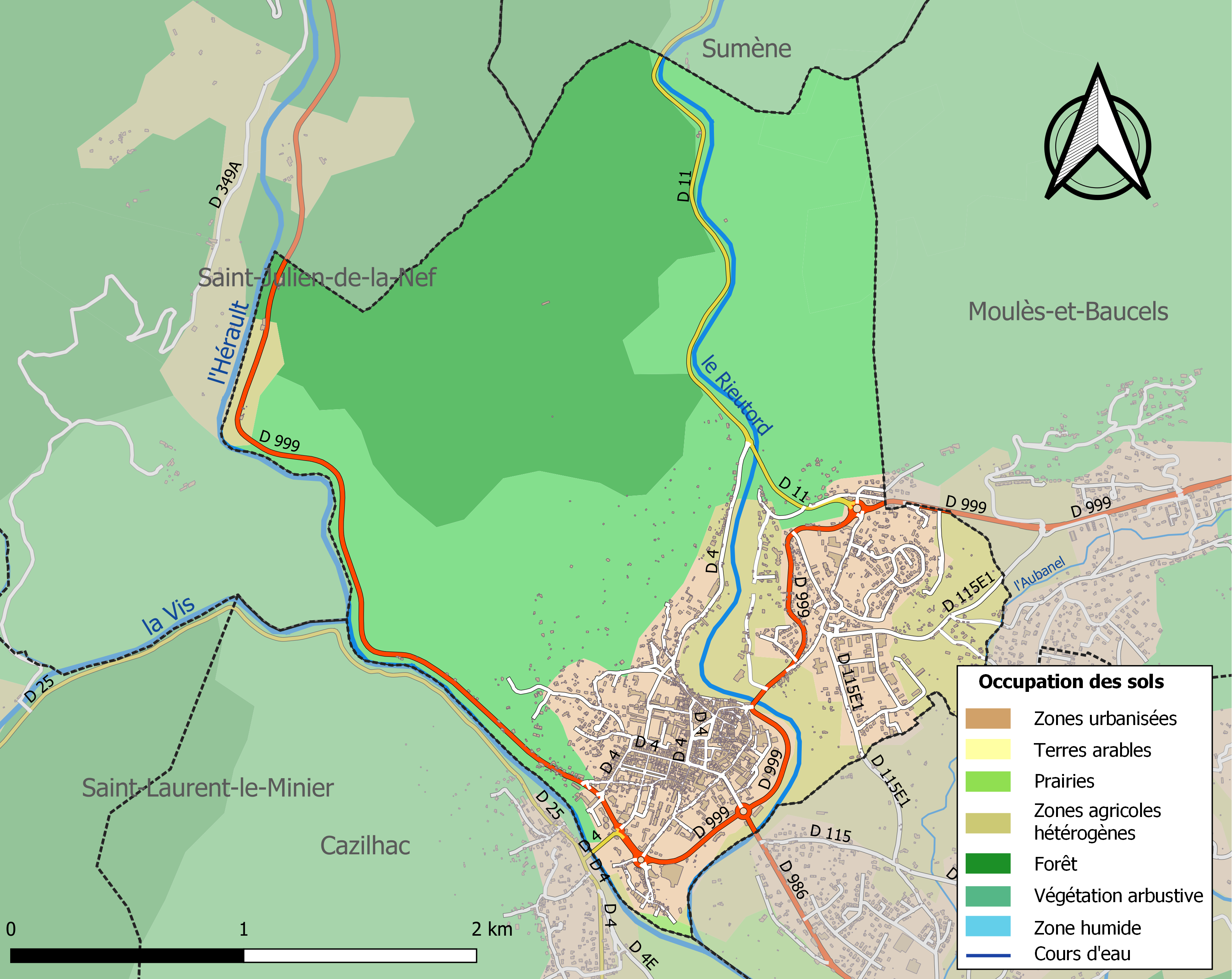
Carte des infrastructures et de l'occupation des sols de la commune en 2018 (CLC).

### Risques majeurs
Le territoire de la commune de Ganges est vulnérable à différents aléas naturels : météorologiques (tempête, orage, neige, grand froid, canicule ou sécheresse), inondations, feux de forêts et séisme (sismicité faible). Il est également exposé à un risque technologique,  le transport de matières dangereuses, et à deux risques particuliers : le risque minier et le risque de radon. Un site publié par le BRGM permet d'évaluer simplement et rapidement les risques d'un bien localisé soit par son adresse soit par le numéro de sa parcelle.

#### Risques naturels
Certaines parties du territoire communal sont susceptibles d’être affectées par le risque d’inondation par débordement de cours d'eau, notamment l'Hérault et le Rieutord. La commune a été reconnue en état de catastrophe naturelle au titre des dommages causés par les inondations et coulées de boue survenues en 1982, 1994, 1995, 2011, 2014 et 2015,.
Ganges est exposée au risque de feu de forêt. Un plan départemental de protection des forêts contre les incendies (PDPFCI) a été approuvé en juin 2013 et court jusqu'en 2022, où il doit être renouvelé. Les mesures individuelles de prévention contre les incendies sont précisées par deux arrêtés préfectoraux et s’appliquent dans les zones exposées aux incendies de forêt et à moins de 200 mètres de celles-ci. L’arrêté du 25 avril 2002 réglemente l'emploi du feu en interdisant notamment d’apporter du feu, de fumer et de jeter des mégots de cigarette dans les espaces sensibles et sur les voies qui les traversent sous peine de sanctions. L'arrêté du 11 mars 2013 rend le débroussaillement obligatoire, incombant au propriétaire ou ayant droit,.

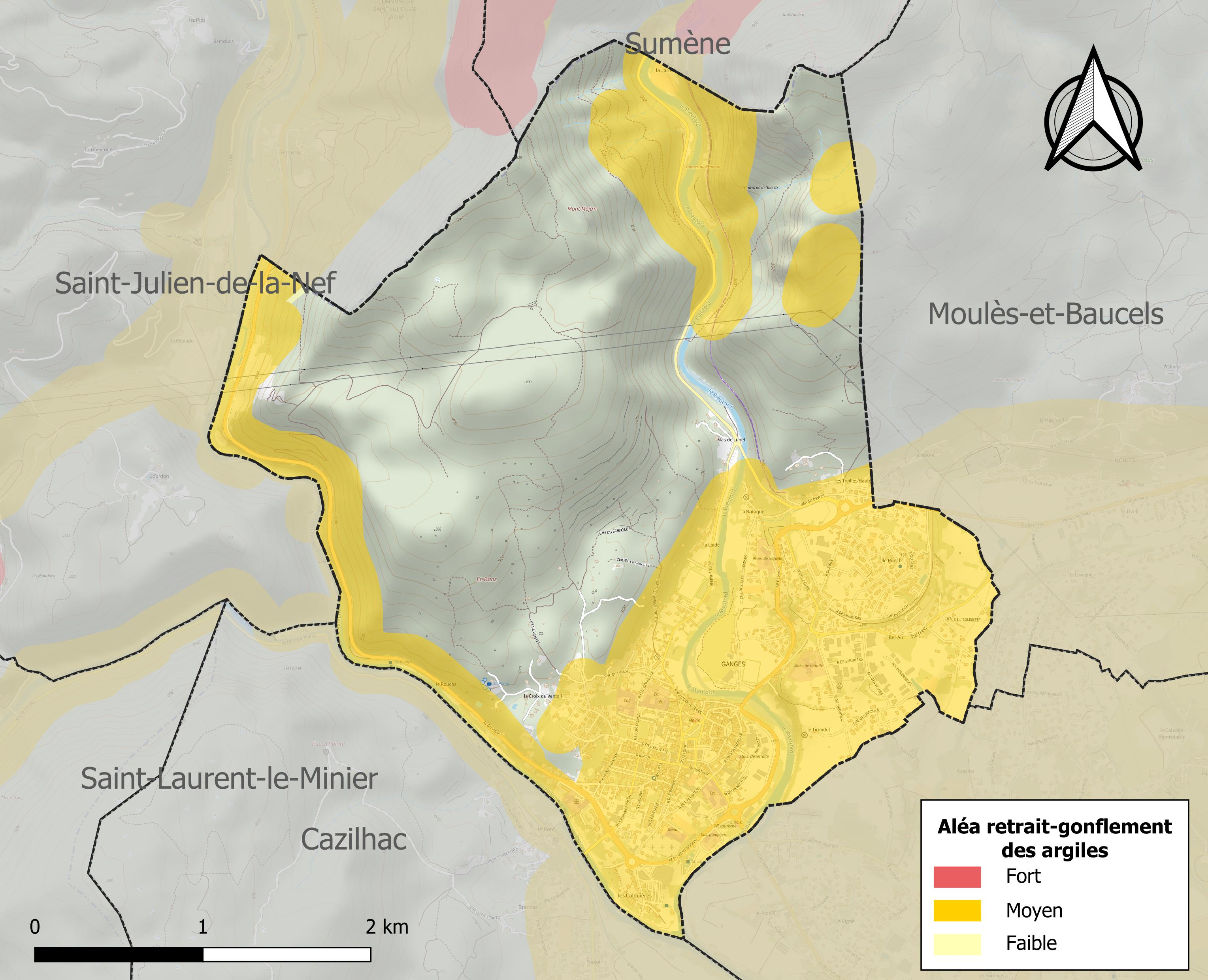
Carte des zones d'aléa retrait-gonflement des sols argileux de Ganges.

Le retrait-gonflement des sols argileux est susceptible d'engendrer des dommages importants aux bâtiments en cas d’alternance de périodes de sécheresse et de pluie. 47,9 % de la superficie communale est en aléa moyen ou fort (59,3 % au niveau départemental et 48,5 % au niveau national). Sur les 828 bâtiments dénombrés sur la commune en 2019, 790 sont en aléa moyen ou fort, soit 95 %, à comparer aux 85 % au niveau départemental et 54 % au niveau national. Une cartographie de l'exposition du territoire national au retrait gonflement des sols argileux est disponible sur le site du BRGM,.
Par ailleurs, afin de mieux appréhender le risque d’affaissement de terrain, l'inventaire national des cavités souterraines permet de localiser celles situées sur la commune.

#### Risques technologiques
Le risque de transport de matières dangereuses sur la commune est lié à sa traversée par des infrastructures routières ou ferroviaires importantes ou la présence d'une canalisation de transport d'hydrocarbures. Un accident se produisant sur de telles infrastructures est susceptible d’avoir des effets graves sur les biens, les personnes ou l'environnement, selon la nature du matériau transporté. Des dispositions d’urbanisme peuvent être préconisées en conséquence.

#### Risque particulier
L’étude Scanning de Géodéris réalisée en 2008 a établi pour le département de l’Hérault une identification rapide des zones de risques miniers liés à l’instabilité des terrains.  Elle a été complétée en 2015 par une étude approfondie sur les anciennes exploitations minières du bassin houiller de Graissessac et du district polymétallique de Villecelle. La commune est ainsi concernée par le risque minier, principalement lié à l’évolution des cavités souterraines laissées à l’abandon et sans entretien après l’exploitation des mines.
Dans plusieurs parties du territoire national, le radon, accumulé dans certains logements ou autres locaux, peut constituer une source significative d’exposition de la population aux rayonnements ionisants. Certaines communes du département sont concernées par le risque radon à un niveau plus ou moins élevé. Selon la classification de 2018, la commune de Ganges est classée en zone 2, à savoir zone à potentiel radon faible mais sur lesquelles des facteurs géologiques particuliers peuvent faciliter le transfert du radon vers les bâtiments.

## Histoire

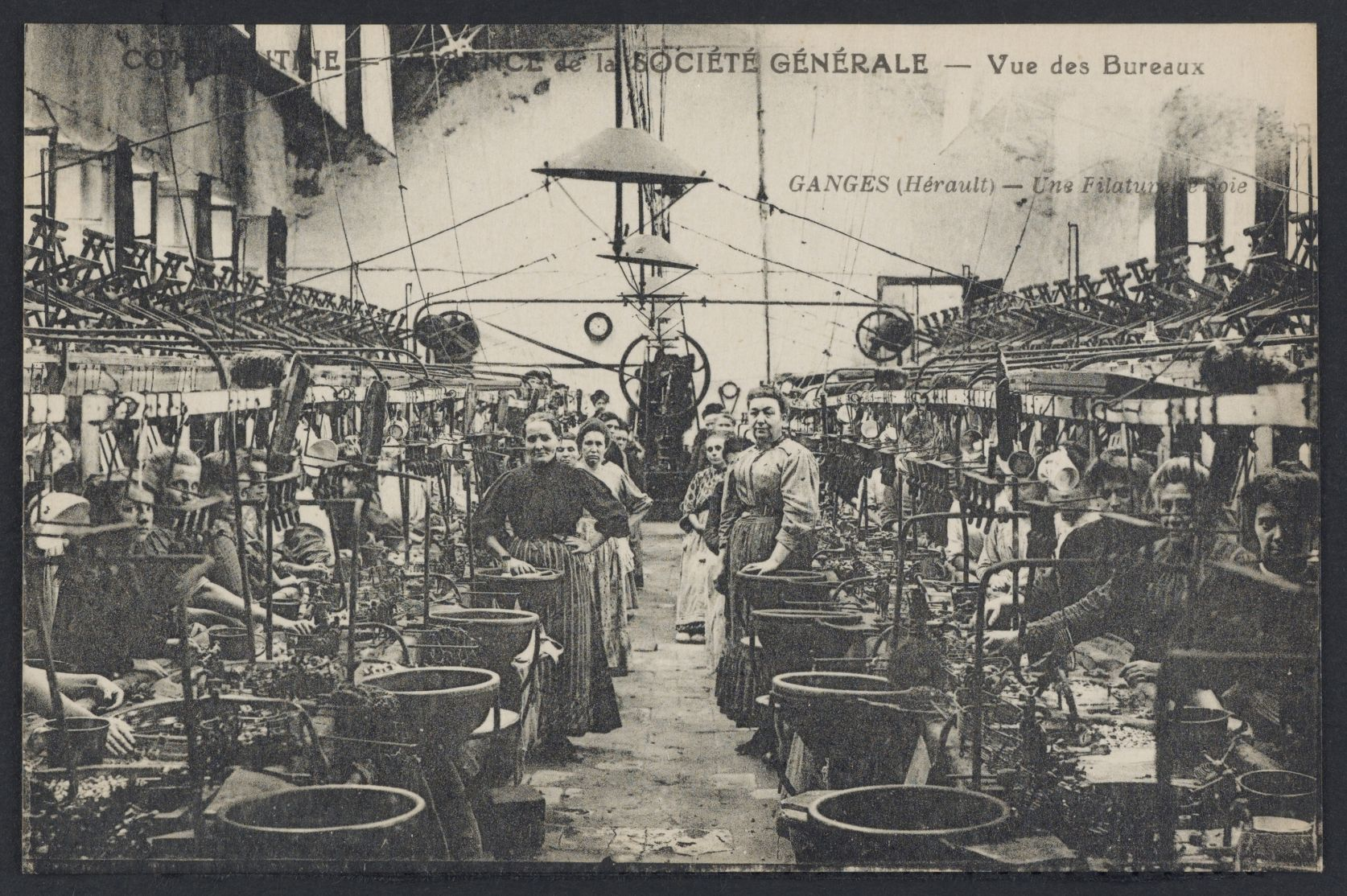
Carte postale d'une filature de soie (fin XIXe siècle - début XXe siècle).

La ville de Ganges est fort ancienne puisqu'elle est mentionnée à l'époque gallo-romaine sous le nom d'Aganticum.
Un four à chaux dans les faubourgs de Ganges est cité dans un contrat d'association pour son exploitation en 1575.
Lors de la Révolution française, les citoyens de la commune se réunissent au sein de la société révolutionnaire, baptisée société populaire républicaine en l’an II.
La révolution industrielle s'accompagne de l'essor de l'industrie du fil de soie puis de la bonneterie qui vont marquer durablement la ville au XIXe et au XXe siècle. Un grand nombre d'archives et de bas de haute couture fabriqués par des bonneteries gangeoises sont conservés au Musée cévenol du Vigan.

### Le difficile positionnement administratif de Ganges
Un livre de l'historien Pierre Gorlier paru en 1955 est probablement à l'origine de la thèse selon laquelle, lors de la création des départements français en 1790, le canton de Ganges aurait été, à la demande des Gardois, échangé contre celui d'Aigues-Mortes, d'abord héraultais, afin que le département du Gard possède un débouché sur la Méditerranée.
Plusieurs études montrent que cet échange de cantons est une légende. En effet, sous l’Ancien Régime, la paroisse de Ganges appartient déjà au diocèse et à la sénéchaussée de Montpellier, alors que celle d’Aigues-Mortes est incluse dans ceux de Nîmes, qui administrent cette zone située entre le Vidourle, le Petit-Rhône et le Rhône Mort.
D’autre part, lorsqu’on apprend que des départements vont être créés, les élus de la communauté exigent, dès le 4 décembre 1789, que la ville de Ganges soit comprise dans le département dont Montpellier sera le chef-lieu. Leur argument est qu’il y a des liens commerciaux entre leur cité et Montpellier, alors que Nîmes est une ville rivale. Enfin, ils souhaitent que Ganges soit un chef-lieu de district intégrant une zone allant du futur canton de Sumène (situé dans le diocèse d’Alès) à celui de Saint-Martin-de-Londres, dont elle est au centre. Déçus que cela n’ait pas été accepté, les élus de la commune demandent cette fois, le 9 novembre 1790, que le canton de Ganges soit rattaché au Gard, et qu’il en devienne un chef-lieu de district. Cela leur est à nouveau refusé, d’autant plus que les élus de Laroque et de Brissac font connaître leur mécontentement.
En 1792, considérant qu’elle est trop petite et prenant prétexte de troubles, la commune de Ganges tente alors d’annexer, toujours en vain, celle de Laroque. Une dernière tentative de devenir chef-lieu de district (à la place du Vigan), en étant rattaché au département du Gard, a lieu le 4 décembre 1830. S’appuyant sur une pétition d'habitants, le conseil municipal de Ganges réclame cela au nom de son enclavement qui l’isole alors que ce changement la placerait dans une position centrale. Ce sera également refusé.
Le positionnement géographique de Ganges fait qu'en effet, ses connexions avec le département limitrophe ont toujours été très fortes, notamment au niveau des échanges commerciaux (activité séricicole oblige) et obligatoirement routiers (l'ancienne ligne Nîmes-Le Vigan passe par Ganges).

## Héraldique
| Blason de Ganges | Les armes de Ganges se blasonnent ainsi : écartelé d'argent et de sable, à quatre lions de l'un en l'autre. |

## Politique et administration

### Tendances politiques et résultats
Les résultats électoraux présentés ci-dessous démontrent une surreprésentation de l'extrême-droite et surtout de la gauche radicale au sein de la commune, par rapport au niveau national, au détriment des forces plus centrales.
| Scrutin             | Scrutin             | 1er tour | 1er tour    | 1er tour | 1er tour | 1er tour  | 1er tour | 1er tour | 1er tour   | 1er tour | 1er tour | 1er tour   | 1er tour | 2d tour | 2d tour | 2d tour | 2d tour | 2d tour | 2d tour |
| Scrutin             | Scrutin             | 1er      | 1er         | %        | 2e       | 2e        | %        | 3e       | 3e         | %        | 4e       | 4e         | %        | 1er     | 1er     | %       | 2e      | 2e      | %       |
| ------------------- | ------------------- | -------- | ----------- | -------- | -------- | --------- | -------- | -------- | ---------- | -------- | -------- | ---------- | -------- | ------- | ------- | ------- | ------- | ------- | ------- |
| Présidentielle 2017 | Présidentielle 2017 |          | LFI         | 29,60    |          | FN        | 24,66    |          | EM         | 15,87    |          | LR         | 14,62    |         | EM      | 57,71   |         | FN      | 42,29   |
| Présidentielle 2022 | Présidentielle 2022 |          | LFI         | 30,50    |          | RN        | 25,81    |          | LREM       | 18,40    |          | REC        | 7,12     |         | RN      | 51,10   |         | LREM    | 48,90   |
| Législatives 2022   | 4e                  |          | LFI (NUPES) | 33,11    |          | RN        | 23,95    |          | LREM (ENS) | 17,96    |          | PS (diss.) | 8,43     |         | LFI     | 53,36   |         | RN      | 46,64   |
| Législatives 2024   | 4e                  |          | RN          | 39,72    |          | LFI (NFP) | 39,66    |          | HOR (ENS)  | 16,85    |          | REC        | 2,13     |         | LFI     | 53,75   |         | RN      | 46,25   |

### Liste des maires
| Période           | Période               | Identité                     | Étiquette            | Qualité |
| ----------------- | --------------------- | ---------------------------- | -------------------- | --- |
| 15 mars 1790      | 13 novembre 1791      | Ferrier fils                 |                      | Marchand fabricant |
| 13 novembre 1791  | 5 mars 1794           | Pierre Ducros dit de Figaret |                      | Propriétaire |
| 5 mars 1794       | 18 novembre 1795      | Jean Meyrueis                |                      | |
| 18 novembre 1795  | 19 juin 1800          | Jean Deshons                 |                      | Homme de loi |
| 19 juin 1800      | 29 juin 1815          | Pierre Ducros dit de Figaret |                      | Propriétaire |
| 29 juin 1815      | 18 août 1830          | Florent Aigoin               |                      | Négociant. Démission |
| 18 août 1830      | 26 novembre 1830      | Pierre Deshons               |                      | Protestant. Propriétaire. Démission |
| 26 novembre 1830  | 3 janvier 1831        | Charles Rolland              |                      | Protestant. Adjoint. Maire provisoire |
| 3 janvier 1831    | 22 mars 1831          | Louis Antoine Laget-Valdeson |                      | Protestant. Juge de paix |
| 22 mars 1831      | 1er juin 1831         | Antoine Coularou             |                      | Propriétaire. Démission |
| 1er juin 1831     | 27 mars 1835          | Gaston Soulier               |                      | Protestant. Propriétaire |
| 27 mars 1835      | juillet 1839          | Pierre Deshons               |                      | Protestant. |
| juillet 1839      | 13 juillet 1843       | François Bertrand            | Monarchiste          | Catholique. Adjoint faisant fonction jusqu’au 11 février 1841. |
| 13 juillet 1843   | 6 novembre 1843       | Joseph Etienne Deshons       | Monarchiste          | Catholique. Notaire. Adjoint faisant fonction |
| 6 novembre 1843   | Juillet 1848          | Louis Sabatier d’Estienne    |                      | Propriétaire foncier |
| juillet 1848      | septembre 1848        | François Lauret              |                      | Propriétaire et négociant. Adjoint faisant fonction |
| septembre 1848    | décembre 1851         | Auguste Huc                  |                      | Banquier |
| décembre 1851     | avril 1863            | Guillaume Bruguière fils     | Bonapartiste         | Conseiller général (1856-1864) |
| avril 1863        | 23 mars 1864          | Philippe Théron              |                      | Négociant. Adjoint, maire par intérim |
| 23 mars 1864      | 5 septembre 1870      | Louis Sabatier d’Estienne    |                      | Propriétaire foncier |
| 16 septembre 1870 | 1er juin 1871         | Charles Fraissinet           |                      | Voyageur de commerce. Président de la commission administrative municipale. |
| 1er juin 1871     | janvier 1876          | Auguste Huc                  |                      | Banquier |
| janvier 1876      | avril 1876            | Eugène Brunet                |                      | Propriétaire et négociant. Adjoint faisant fonction |
| avril 1876        | 30 avril 1882         | Joseph Riffis-Bonneveville   |                      | Négociant |
| 30 avril 1882     | 17 mai 1896           | Emile Carrière               | Républicain          | Filateur. Conseiller général (1883-1904) |
| 17 mai 1896       | 20 mai 1900           | Fernand Nouzéran             | Républicain          | |
| 20 mai 1900       | 15 mai 1904           | Léon Dupont                  |                      | Avocat-notaire |
| 15 mai 1904       | août 1912             | Samuel Boisson               |                      | Malade. Décès le 10 octobre 1912 |
| août 1912         | 7 novembre 1912       | Paul Auzillon                |                      | Industriel. Adjoint faisant fonction |
| 7 novembre 1912   | mai 1914              | Alphonse Blanc               |                      | Malade, n’assume plus ses fonctions |
| mai 1914          | 25 septembre 1944     | Paul Auzillon                |                      | Industriel. Adjoint faisant fonction, puis élu maire le 10 décembre 1919. Conseil municipal dissout à la Libération                                                                                               |
| 25 septembre 1944 | 31 octobre 1947       | Pierre Paindavoine           |                      | Président de la délégation spéciale, puis maire |
| 31 octobre 1947   | mars 1977             | Louis Monna                  | DVG                  | Secrétaire de mairie. Résistant Conseiller général du canton de Ganges (1949 → 1973) |
| mars 1977         | mars 1983             | Mlle Bourrel ?               |                      | |
| mars 1983         | mars 1989             | Louis Randon                 | RPR                  | Entrepreneur en maçonnerie Conseiller général du canton de Ganges (1985 → 1998) |
| mars 1989         | mars 1992 (démission) | Jean-Pierre Wojcik           | PS                   | Inspecteur du travail |
| mars 1992         | juillet 2011          | Jacques Rigaud               | PS                   | Agent immobilier Conseiller général du canton de Ganges (1998 → 2015) Conseiller départemental du canton de Lodève (2015 → ) Président de la CC des Cévennes gangeoises (et suménoises depuis 2004) (1999 → 2020) |
| juillet 2011      | En cours              | Michel Fratissier            | DVG puis PS puis PRG | Maître de conférences à l’IUFM de Montpellier |

## Démographie
L'évolution du nombre d'habitants est connue à travers les recensements de la population effectués dans la commune depuis 1793. Pour les communes de moins de 10 000 habitants, une enquête de recensement portant sur toute la population est réalisée tous les cinq ans, les populations de référence des années intermédiaires étant quant à elles estimées par interpolation ou extrapolation. Pour la commune, le premier recensement exhaustif entrant dans le cadre du nouveau dispositif a été réalisé en 2007.
En 2022, la commune comptait 3 854 habitants, en évolution de −3,34 % par rapport à 2016 (Hérault : +7,49 %, France hors Mayotte : +2,11 %).
| 1793  | 1800  | 1806  | 1821  | 1831  | 1836  | 1841  | 1846  | 1851  |
| ----- | ----- | ----- | ----- | ----- | ----- | ----- | ----- | ----- |
| 3 500 | 3 500 | 3 928 | 4 029 | 4 193 | 4 527 | 4 564 | 4 658 | 4 176 |

| 1856  | 1861  | 1866  | 1872  | 1876  | 1881  | 1886  | 1891  | 1896  |
| ----- | ----- | ----- | ----- | ----- | ----- | ----- | ----- | ----- |
| 4 665 | 4 470 | 4 121 | 4 349 | 4 443 | 4 201 | 4 369 | 4 552 | 4 302 |

| 1901  | 1906  | 1911  | 1921  | 1926  | 1931  | 1936  | 1946  | 1954  |
| ----- | ----- | ----- | ----- | ----- | ----- | ----- | ----- | ----- |
| 4 247 | 4 582 | 4 575 | 4 083 | 4 381 | 4 445 | 4 157 | 4 073 | 4 262 |

| 1962  | 1968  | 1975  | 1982  | 1990  | 1999  | 2006  | 2007  | 2012  |
| ----- | ----- | ----- | ----- | ----- | ----- | ----- | ----- | ----- |
| 4 926 | 4 872 | 3 858 | 3 533 | 3 343 | 3 502 | 3 887 | 3 943 | 3 979 |

| 2017  | 2022  | - | - | - | - | - | - | - |
| ----- | ----- | - | - | - | - | - | - | - |
| 4 024 | 3 854 | - | - | - | - | - | - | - |

## Économie

### Revenus
En 2018, la commune compte 1 891 ménages fiscaux, regroupant 3 581 personnes. La médiane du revenu disponible par unité de consommation est de 16 040 € (20 330 € dans le département). 28 % des ménages fiscaux sont imposés (45,8 % dans le département).

### Emploi
|                | 2008   | 2013   | 2018 |
| -------------- | ------ | ------ | ---- |
| Commune        | 17 %   | 17,2 % | 18 % |
| Département    | 10,1 % | 11,9 % | 12 % |
| France entière | 8,3 %  | 10 %   | 10 % |

En 2018, la population âgée de 15 à 64 ans s'élève à 2 134 personnes, parmi lesquelles on compte 69,3 % d'actifs (51,4 % ayant un emploi et 18 % de chômeurs) et 30,7 % d'inactifs,. Depuis 2008, le taux de chômage communal (au sens du recensement) des 15-64 ans est supérieur à celui de la France et du département.
La commune fait partie de la couronne de l'aire d'attraction de Montpellier, du fait qu'au moins 15 % des actifs travaillent dans le pôle,. Elle compte 1 902 emplois en 2018, contre 1 928 en 2013 et 1 810 en 2008. Le nombre d'actifs ayant un emploi résidant dans la commune est de 1 120, soit un indicateur de concentration d'emploi de 169,8 % et un taux d'activité parmi les 15 ans ou plus de 44,4 %.
Sur ces 1 120 actifs de 15 ans ou plus ayant un emploi, 569 travaillent dans la commune, soit 51 % des habitants. Pour se rendre au travail, 70,3 % des habitants utilisent un véhicule personnel ou de fonction à quatre roues, 3,6 % les transports en commun, 22,3 % s'y rendent en deux-roues, à vélo ou à pied et 3,8 % n'ont pas besoin de transport (travail au domicile).

### Activités hors agriculture

#### Secteurs d'activités
598 établissements sont implantés  à Ganges au 31 décembre 2019. Le tableau ci-dessous en détaille le nombre par secteur d'activité et compare les ratios avec ceux du département,.
| Secteur d'activité                                                                                        | Commune | Commune | Département |
| Secteur d'activité                                                                                        | Nombre  | %       | %           |
| --- | ------- | ------- | ----------- |
| Ensemble                                                                                                  | 598     | 100 %   | (100 %)     |
| Industrie manufacturière, industries extractives et autres                                                | 36      | 6 %     | (6,7 %)     |
| Construction                                                                                              | 71      | 11,9 %  | (14,1 %)    |
| Commerce de gros et de détail, transports, hébergement et restauration                                    | 164     | 27,4 %  | (28 %)      |
| Information et communication                                                                              | 9       | 1,5 %   | (3,3 %)     |
| Activités financières et d'assurance                                                                      | 21      | 3,5 %   | (3,2 %)     |
| Activités immobilières                                                                                    | 30      | 5 %     | (5,3 %)     |
| Activités spécialisées, scientifiques et techniques et activités de services administratifs et de soutien | 69      | 11,5 %  | (17,1 %)    |
| Administration publique, enseignement, santé humaine et action sociale                                    | 152     | 25,4 %  | (14,2 %)    |
| Autres activités de services                                                                              | 46      | 7,7 %   | (8,1 %)     |

Le secteur du commerce de gros et de détail, des transports, de l'hébergement et de la restauration est prépondérant sur la commune puisqu'il représente 27,4 % du nombre total d'établissements de la commune (164 sur les 598 entreprises implantées  à Ganges), contre 28 % au niveau départemental.

#### Entreprises et commerces
Les cinq entreprises ayant leur siège social sur le territoire communal qui génèrent le plus de chiffre d'affaires en 2020 sont : 
- Super Distribution Gangeoise, hypermarchés (35 767 k€) ;
- Leader Garance, supermarchés (2 523 k€) ;
- Elixir D'oc, commerce de gros (commerce interentreprises) de boissons (1 581 k€) ;
- Mecaservice, mécanique industrielle (1 059 k€) ;
- Altheice, commerces de détail d'optique (704 k€).

### Agriculture
|               | 1988 | 2000 | 2010 | 2020 |
| ------------- | ---- | ---- | ---- | ---- |
| Exploitations | 17   | 21   | 2    | 1    |
| SAU (ha)      | 24   | 148  | 0    | 2    |

La commune est dans le « Soubergues », une petite région agricole occupant le nord-est du département de l'Hérault. En 2020, l'orientation technico-économique de l'agriculture  sur la commune est la polyculture et/ou le polyélevage. Une seule  exploitation agricole ayant son siège dans la commune est recensée lors du recensement agricole de 2020 (17 en 1988). La superficie agricole utilisée est de 2 ha,,.

## Culture locale et patrimoine

### Lieux et monuments
- Les Traverses sont caractéristiques des vieilles villes cévenoles ; le vieux centre historique de Ganges est un dédale de passages voûtés, de ruelles, avec jardins et cours en étage qui composent un véritable labyrinthe[54].
- Temple de Ganges. Le temple protestant (1851) de forme rare et originale heptagonale possédant un haut et curieux clocher (30 mètres) presque en forme de minaret qui domine toute la ville et qui contient une unique cloche.
- Le beffroi communal (fin XVIIe siècle) supportant un très gracieux campanile qui abrite une très ancienne cloche du XVIe siècle qui sonne les heures (le tout récemment restauré). Cette horloge domine les anciennes casernes.
- La vieille ville est entourée d'une agréable petite ceinture de boulevards ombragés de tilleuls.
- Les halles métalliques de la fin du XIXe siècle ont été rénovées et ont rouvert en février 2025.
- Église Saint-Pierre-et-Saint-Paul de Ganges. L'église fut construite de 1860 à 1866 dans le  style néo-roman par l'architecte Henri Antoine Revoil. Elle possède deux clochers qui supportaient, à l'origine, deux flèches et où l'on trouve trois cloches, servant aux offices et à la sonnerie de l'angélus, baptisées Marie, Jeanne d'Arc et Thérèse (le bourdon). À l'intérieur de l'édifice se trouvent des mosaïques ainsi qu'un bel orgue installé en 1869 par la Manufacture Théodore Puget Père et Fils de Toulouse et offert par l'impératrice Eugénie sous le Second Empire.
- Le monument aux morts 1914-1918 dessiné par Maxime Real del Sarte.
- Le couvent et la maison de retraite des dominicaines, éloignés du centre-ville mais dominant les environs du fait de sa position élevée, sur une colline.
- Chapelle du couvent des Dominicains de Ganges.
- Le cours.
- Récemment, une partie de l'ancien centre historique, situé au sud est des halles, où se trouve notamment l'hôtel Bertrand, a fait l'objet d'une requalification complète. Plusieurs pâtés de maisons ont ainsi été rasés, d'autres démolitions sont prévues dans la foulée.. Une entreprise contestée au sein de la commune mais ouvrant un bel espace en centre-ville.

### Personnalités liées à la commune
- La famille de Vissec de La Tude.
- Diane de Joannis de Chateaublanc dite la marquise de Ganges (1635-1667). L'affaire de son assassinat en 1667 par ses deux beaux-frères, l'abbé et le chevalier de Vissec de  la Tude, eut un très grand retentissement.
- Jean Antoine Soulier (1766-1835), général français de la Révolution et de l’Empire, né et mort à Ganges.
- Antoine Fabre d'Olivet (Ganges, 8 décembre 1767-Paris, 27 mars 1825). Écrivain, philologue et occultiste français.
- Isaac Tarteyron, né le 18 octobre 1769 à Ganges et mort le 1er juillet 1814 à Bon-Encontre, négociant et homme politique français.
- Jules Émile Planchon (21 mars 1823-1er avril 1888). Botaniste né à Ganges. La rue qui descend du temple jusqu'au pont sur le Rieutord porte son nom.
- Armand Sabatier (1834-1910). Savant né à Ganges et mort à Montpellier, professeur à la Faculté de médecine de Montpellier.
- Élie Gounelle (1865-1950). Né à Sauve, il est le fils du pasteur méthodiste Gédéon Gounelle. Il devient lui-même pasteur à Alès puis à Roubaix. Elie Gounelle est l'une des principales figures du christianisme social en France et un pionnier du mouvement œcuménique dans l'entre-deux-guerres. Il meurt dans sa maison à Ganges. L'ancienne rue des Écoles porte désormais son nom.
- Victor Brugairolles, né à Ganges en 1869-1936 et décédé à Paris. Artiste peintre.
- Louis Stehlé (1882-1933), dit Delpont-Delascabras, poète et félibre, né à Ganges.
- René Méjean, né à Ganges en 1904-1988, poète occitan, félibre.
- François Bluche (1925-2018), historien français spécialiste de l'Ancien Régime.
- Christophe Gibelin (1967). Scénariste et coloriste français de bandes dessinées.
- Nicolas Cozza (1999), footballeur professionnel au Montpellier Hérault Sport Club.

### Galerie

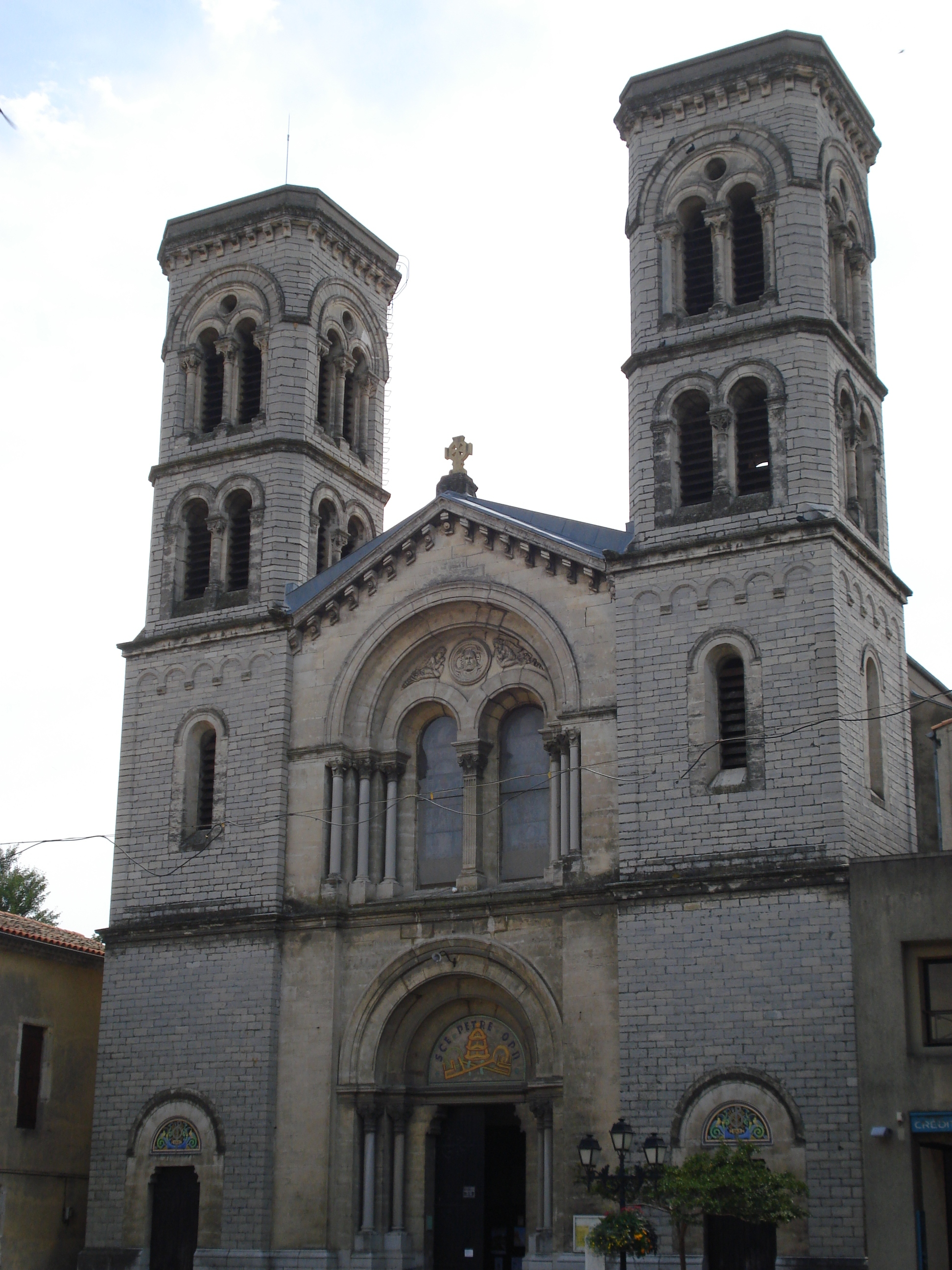
L'église catholique Saint-Pierre-et-Saint-Paul
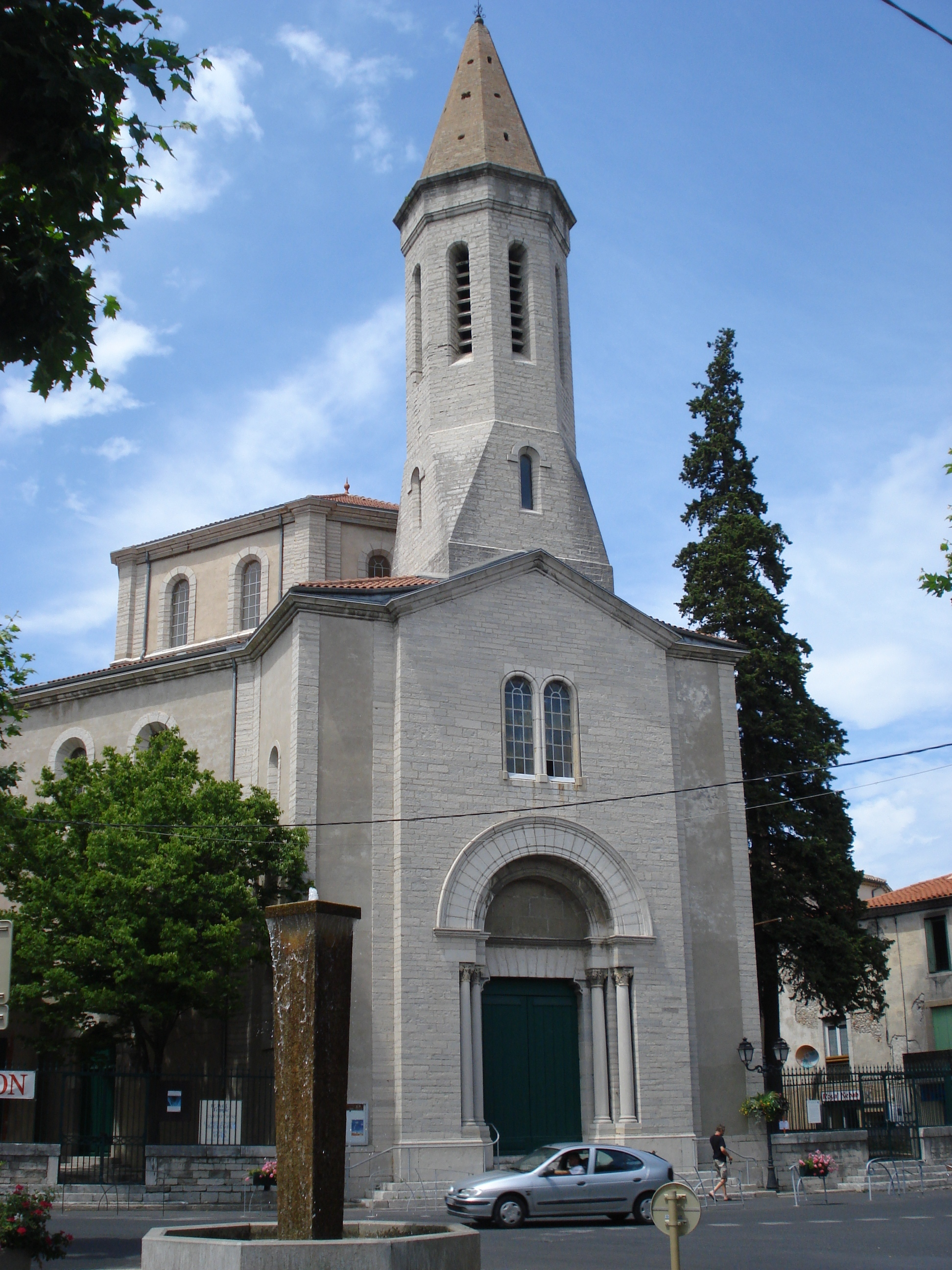
Le temple protestant.
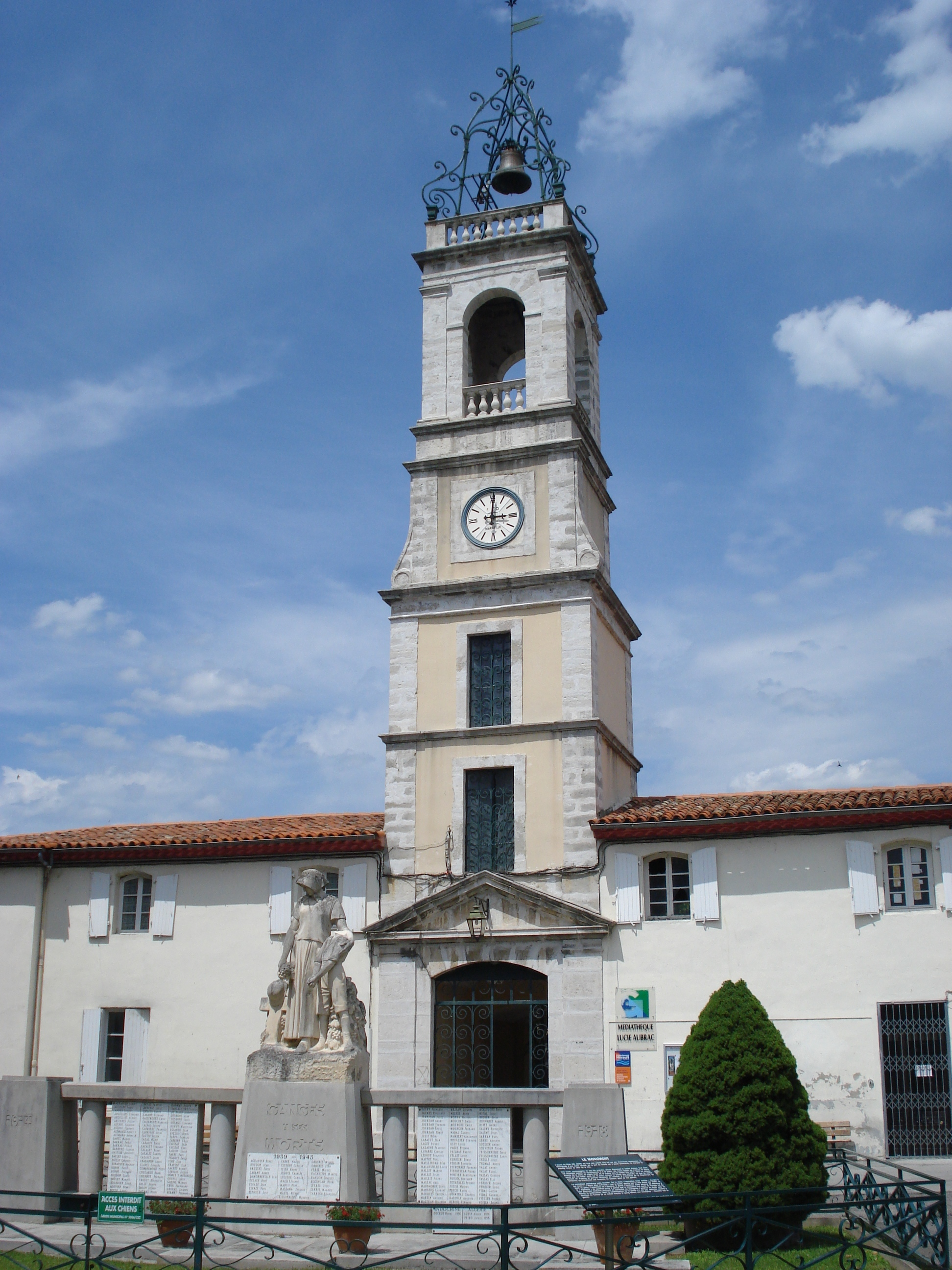
Beffroi et monument aux morts.
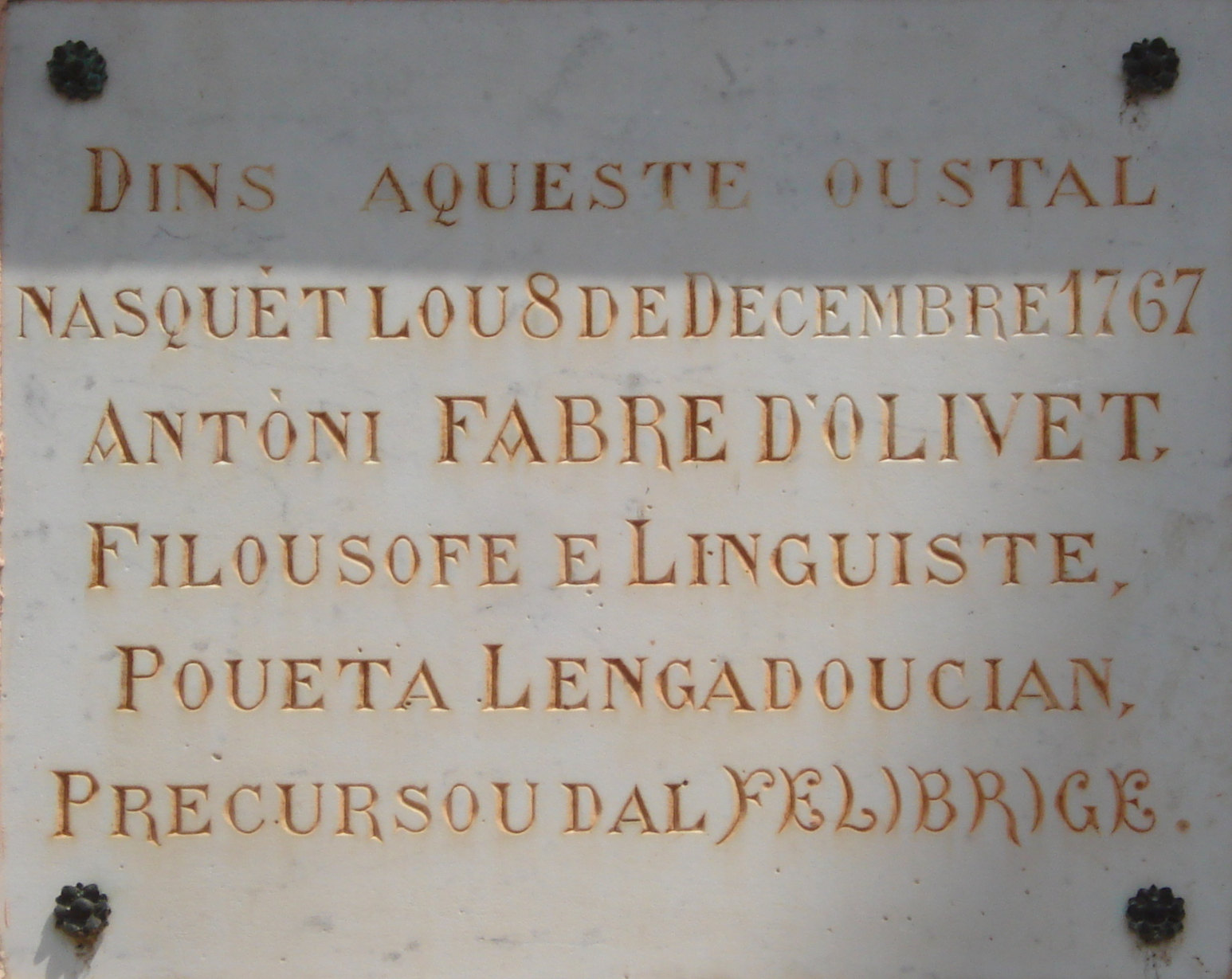
Plaquette de la maison natale d'Antoine Fabre d'Olivet.
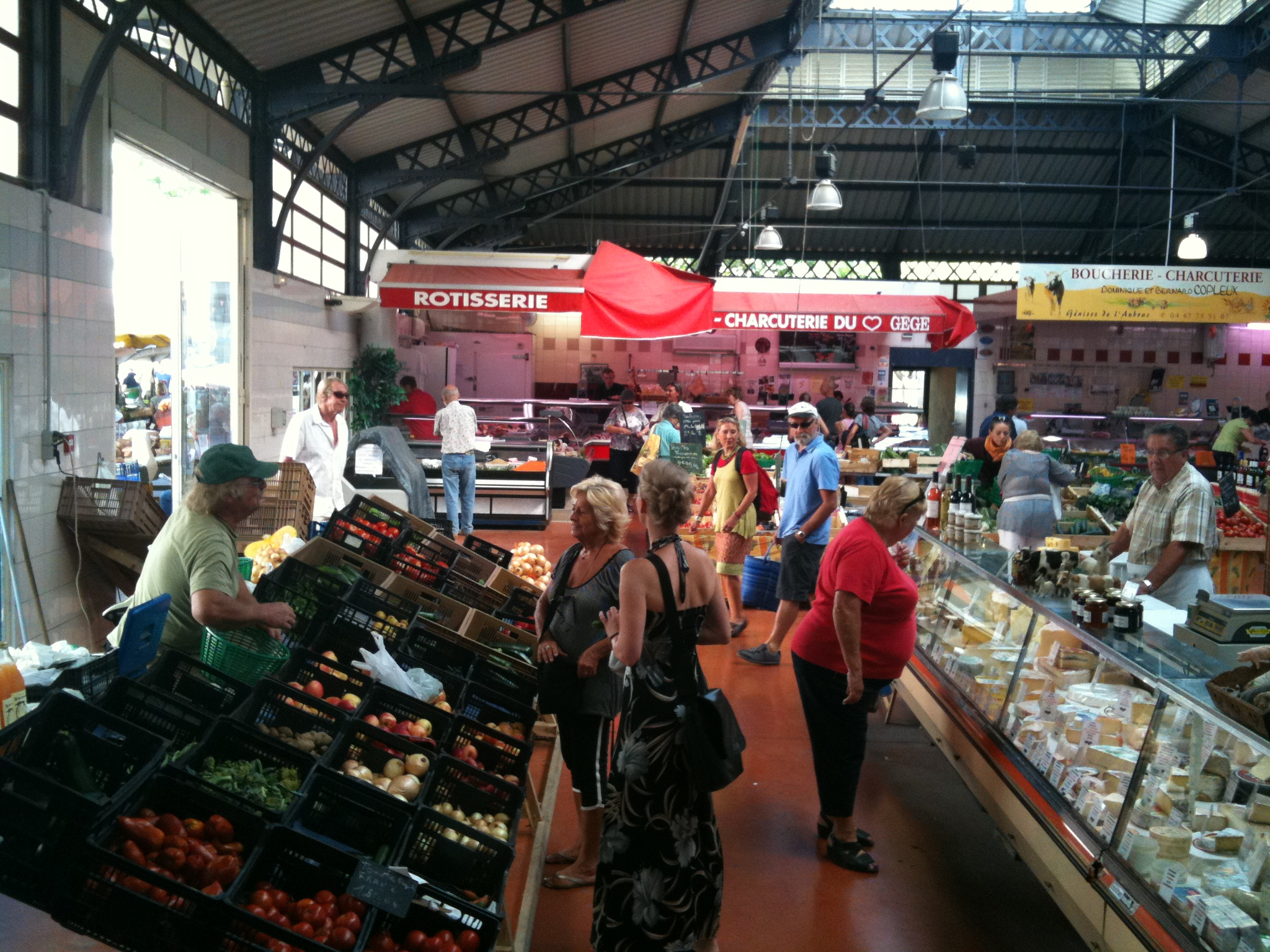
Marché 2011.
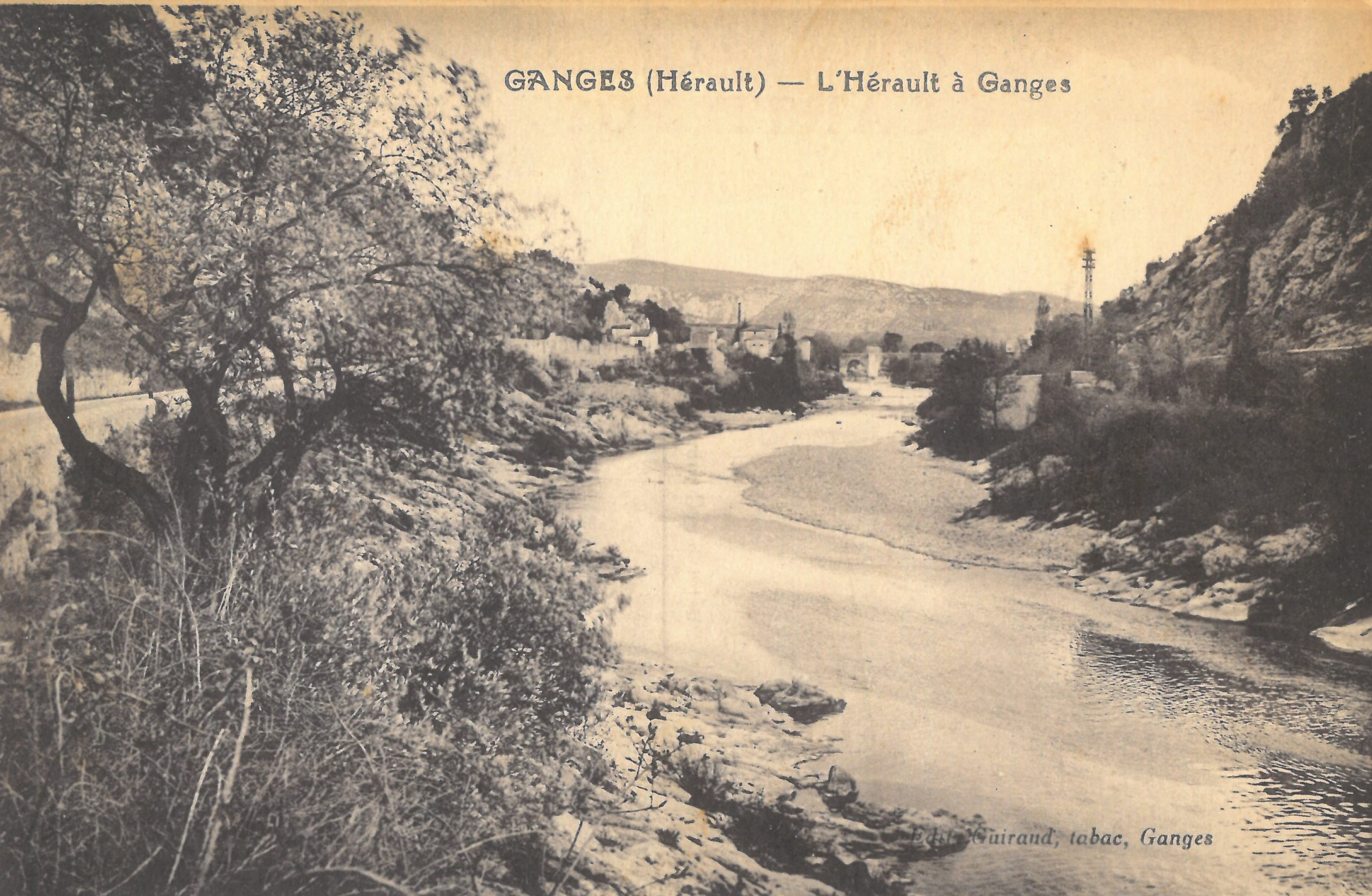
L'Hérault à Ganges. Carte postale envoyée le 20 août 1929. Phototypie Combier, Mâcon.
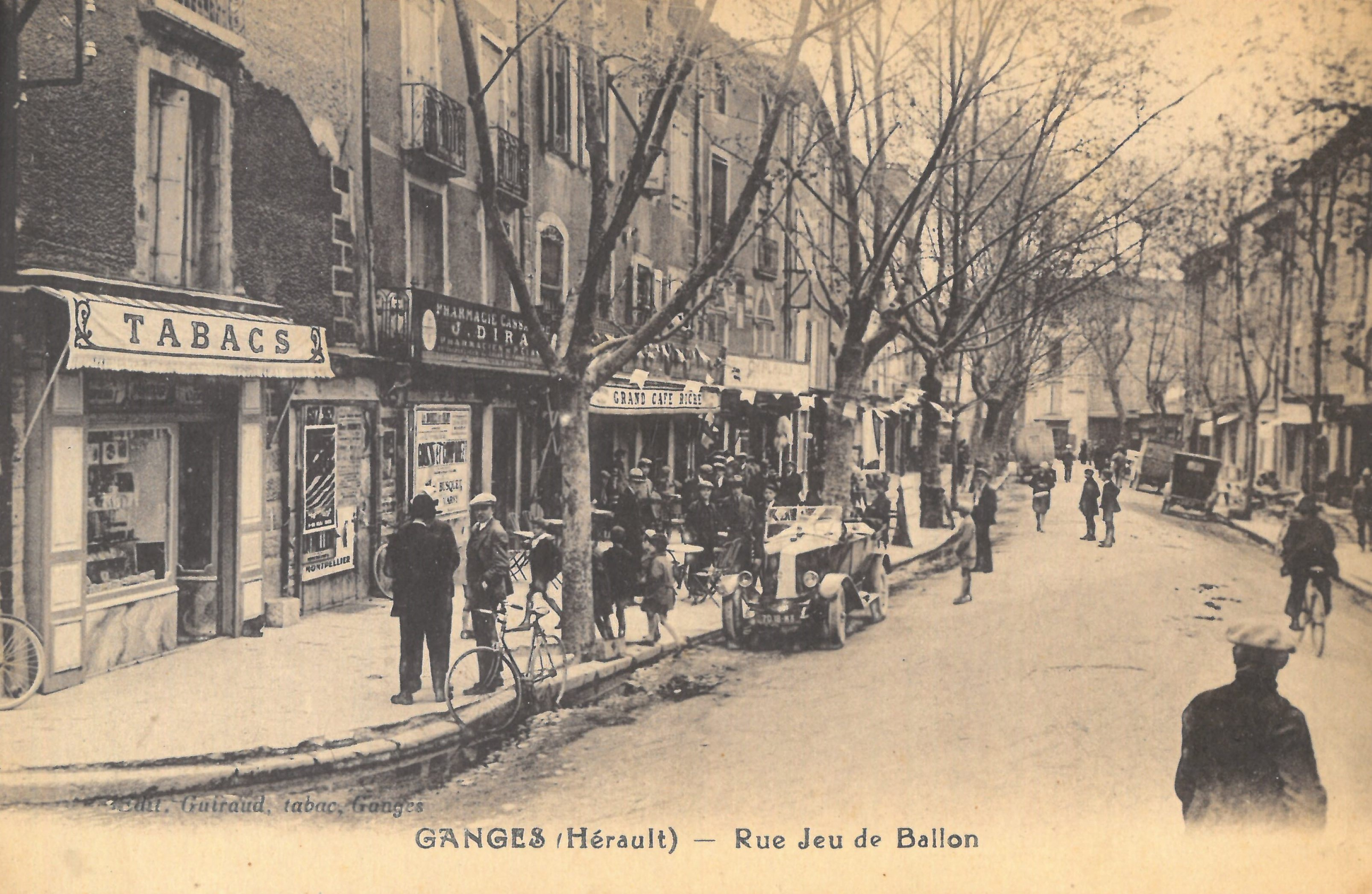
Rue Jeu de Ballon.Carte postale envoyée le 28 septembre 1929. Phototypie Combier, Mâcon.

### Anecdotes
Le Rieutord, la rivière traversant Ganges, est la plupart du temps à sec puisqu'une partie de ses eaux s'écoule de façon souterraine après qu'elles ont passé Sumène. Son eau réapparaît à Ganges lors de fortes pluies en amont, ce qui ne se produit qu'une ou deux fois par an[réf. nécessaire].

### Manifestations culturelles et festivités
Une fête votive est également organisée autour du 14 juillet.
Enfin, le rallye des Cévennes a également lieu début novembre.